# Монтефалко
Монтефалко (итал. Montefalco) је насеље у Италији у округу Перуђа, региону Умбрија.
Према процени из 2011. у насељу је живело 1290 становника. Насеље се налази на надморској висини од 428 м.

## Становништво
Према резултатима пописа становништва 2011. у општини је живело 5.691 становника.
| 1931. | 1936. | 1951. | 1961. | 1971. | 1981. | 1991. | 2001. | 2011. |
| ----- | ----- | ----- | ----- | ----- | ----- | ----- | ----- | ----- |
| 7.711 | 7.985 | 8.380 | 6.967 | 5.519 | 5.559 | 5.485 | 5.630 | 5.691 |

## Партнерски градови
- Sainte-Eulalie